# Synagogue de Gablonz an der Neiße (1892-1938)

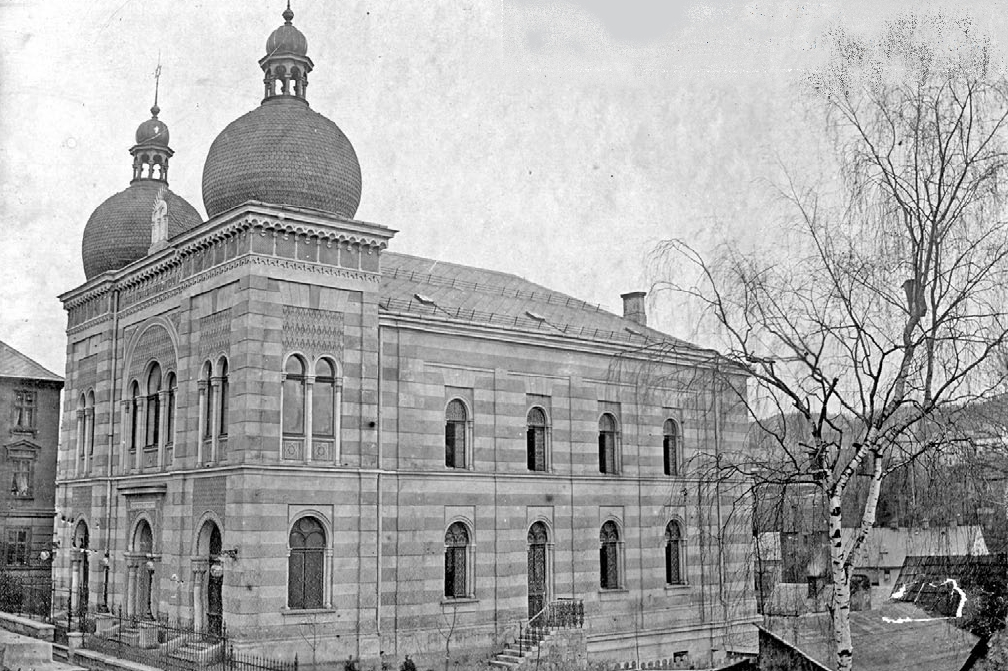
Vue générale de la synagogue.

La synagogue de Gablonz an der Neiße ou synagogue de Jablonec nad Nisou, inaugurée en 1892, a été détruite en 1938 lors de la nuit de Cristal comme la plupart des autres lieux de culte juif en Allemagne et dans les territoires alors annexés par le Troisième Reich.
Jusqu'en 1918, Gablonz an der Neiße, située dans la Région des Sudètes, fait partie du Royaume de Bohême, dépendant de la couronne d'Autriche. Après la Première Guerre mondiale, bien que majoritairement peuplés d'Allemands, les Sudètes sont intégrés à la Tchécoslovaquie et la ville prend le nom tchèque de Jablonec nad Nisou. À la suite des accords de Munich, les Sudètes sont annexés par l'Allemagne nazie et réunis au Reich allemand le 21 octobre 1938. Jablonec nad Nisou reprend son ancien nom de Gablonz an der Neiße. Après la Seconde Guerre mondiale, Jablonec nad Nisou redevient une ville tchécoslovaque d'où est expulsée la majorité des habitants germanophones. Actuellement la ville compte un peu plus de 45 000 habitants.

## Histoire de la communauté juive
L'implantation de Juifs à Gablonz-an-der-Neiße est relativement récente, comparée à d'autres villes de la région des Sudètes. Gablonz est restée jusqu'à la révolution industrielle, un village de montagne relativement pauvre, et par conséquent n'a pas vu arriver en nombre de commerçants et artisans juifs jusqu'à la fin du XIXe siècle. Selon les récits des chroniqueurs locaux, Bendy (1877) et Lilie (1894), le premier Juif  ayant une activité à Gablonz est Salomon Altschul, dont le commerce de vin est documenté par des sources écrites en 1770 et 1773. Mais jusqu'au Printemps des peuples de 1848, aucun Juif n'est autorisé à s'installer en ville. Cette année là, B. Spitzer achète deux maisons et fonde une distillerie. En 1856, Daniel Mendel de Jungbunzlau (aujourd'hui Mladá Boleslav) ouvre la première épicerie et en 1864, se déroule le premier mariage juif documenté, de Josef Pam de Abtsdorf (aujourd'hui Opatov et Theresia Lustig. En 1864 aussi s'ouvre le premier magasin de verre SMHock. Avec le boom industriel du milieu du XIXe siècle, Gablonz devient une ville riche ayant des relations commerciales avec le monde entier, qui attire de nombreux commerçants juifs et leur famille. Comme la ville voisine de Morchenstern (actuellement Smržovka) où est située la majorité des usines soulève des difficultés pour l'installation des Juifs, Gablonz devient le centre commercial de l'industrie du verre et des bijoux. Le verre de Gablonz est alors connu alors dans le monde entier.  .  
En 1870 est nommé un comité préparatoire pour la création d'une association religieuses et le 19 septembre 1872 est officiellement fondée la Israelitischer Kultusverein (Association du culte israélite) avec comme premier président élu le Dr Hermann Adler. En 1877, le registre de l'association religieuse indique que 50 familles juives habitent à Gablonz. En 1878, l'association se transforme en communauté autonome et en 1882 elle achète un terrain dans la Hochstraße pour y installer son cimetière. Auparavant les défunts étaient enterrés dans le cimetière juif de Reichenberg (aujourd'hui Liberec), ville située à 11 km.
Après avoir célébré les offices dans des maisons privées ou loué des salles d'auberge, la communauté décide en 1891 en raison de l'augmentation du nombre de ses membres, de construire une synagogue qui sera inaugurée l'année suivante. 1892, marque aussi l'entrée en fonction du rabbin JH Schwarz.
En 1890, la communauté compte 467 membres et croît à 517 en 1895, puis à 596 en 1900. Le maximum est atteint en 1910 avec 826 Juifs avant de légèrement décroitre: Il y a 801 Juifs en 1921 et 799 personnes se déclarant du judaïsme en 1930, représentant 2% de la population totale de la ville,. La très grande majorité de la communauté juive est germanophone.
Beaucoup de Juifs de Gablonz travaillent dans l'exportation. Il y a aussi des négociants en matières premières industrielles et des travailleurs indépendants. Une partie des Juifs vivant à Gablonz sont de nationalité étrangère, envoyés temporairement par leur entreprise d'origine française ou américaine.
La communauté possède plusieurs associations caritatives et sociales: la Chevra Kadisha ou Société du dernier devoir, chargée des funérailles; la Israelitischer Frauenverein (Association des femmes israélites) fondée en 1885, qui s'occupe des Juifs nécessiteux et des orphelins; la Blau-Weiss est une troupe de scouts juifs fondée en 1920, avec 45 membres en 1926, et le Maccabi fondé en 1923 un club sportif, réunissant la jeunesse juive.
Face à un antisémitisme persistant, certains s'orientent vers le sionisme. En 1900, un petit groupe fonde la Zionistischen Volksverein Theodor Herzl (Association populaire sioniste Theodor Herzl) qui comptera rapidement 85 membres. Les femmes sionistes se répartissent entre la Benoth Sion fondée en 1885, et la Wizo fondée en 1928.
En octobre 1938, à la suite des accords de Munich, la région des Sudètes est annexée par l'Allemagne nazie. Une grande partie de la population juive avait déjà quitté la ville avant l'invasion allemande pour se réfugier soit dans la partie de la Tchécoslovaquie non concernée et principalement dans la ville de Turnov, soit pour émigrer principalement vers les États-Unis, l'Angleterre ou la Palestine. La synagogue est détruite pendant la nuit de Cristal, du 9 au 10 novembre 1938 et de nombreux magasins juifs sont pillés et saccagés. Selon le Bureau du District de Semily, tous les Juifs ont été placés en garde à vue et obligés de défiler à travers la ville avec en tête de la procession un Juif de la ville avec une pancarte autour du cou portant l'inscription: « Ich bin ein Saujude » (je suis une truie juive).
Presque tous les habitants juifs qui sont restés à Gablonz périront victimes de la Shoah. De janvier à mai 1945, les nazis installent près de Gablonz un camp annexe du camp de concentration de Gross-Rosen, où sont détenues des femmes travaillant à l'usine d'aviation Mitteldeutsche Motorenwerke GmbH.
Après la Seconde Guerre mondiale, une petite communauté juive formée des rares survivants et de réfugiés en provenance de Ruthénie subcarpathique, se recrée à Jablonec nad Nisou, redevenu Tchécoslovaque. Cependant, son existence sera de courte durée, la plupart des familles décidant d'émigrer. L'ancien cimetière juif, partiellement détruit pendant les années de guerre, a été nivelé à la fin des années 1960 pour en faire un quartier d'habitation.

## Histoire et description de la synagogue

### Sa construction
Les premiers offices se déroulent à partir de 1866 dans la maison de la famille Spitzer au 10 Hauptsraße, puis dans celle de la famille de S. Lustig. Pendant près de cinq ans, Moses Pollak de Tanvald occupe le poste de Hazzan (chantre) officiant et de Shohet (abatteur rituel) avec S. Lustig. Par la suite d'autres salles sont utilisées pour les offices, comme l'ancienne salle de réunion d'une société de chasse dans la Berggasse, l'auberge U stříbrného měsíce (À la Lune d'Argent), ou la maison du boucher Bergmann.
Devant l'augmentation constante de la population juive, la communauté décide au début des années 1880 de construire une synagogue afin d'accueillir de façon décente les fidèles.
L'Israelitischer Kultusverein (I.K.V. - Association du culte israélite) de Gablonz achète début 1891 un terrain situé sur la Neubaugasse (aujourd'hui: rue Émilie Floriánové). Peu de temps après, elle a la possibilité d'acquérir du bourgmestre Posselt, pour le prix de 10 000 florins, une parcelle mieux adaptée et de céder l'ancien terrain à la centrale électrique. Le 1er novembre 1891, l'I.K.V. prend la décision officielle de faire construire la synagogue pour un montant estimé de 35 000 florins.
Le nouveau terrain à bâtir, relativement petit, et en pente, est situé au 8 Goethegasse, au croisement avec la Wiesengasse (aujourd'hui au croisement des rues Muzea, Jiraskova et Lucni). Bien que le terrain soit en pente, sa position est idéale car située à la limite du centre-ville. Pour la conception du bâtiment, la communauté décide de faire appel à un des architectes les plus célèbres de l'époque d'Autriche-Hongrie, le viennois Wilhelm Stiassny, né à Pressbourg (actuellement Bratislava en Slovaquie) et qui a déjà bâti quelques synagogues dans l'empire, dont celle de Teplitz (1882) et celle de Malaczka (1887). Pour des raisons de coût, deux architectes, Kaudela et Thamerus, élaborent les premiers plans qui sont alors envoyés à Wilhelm Stiassny pour examen et révision. Selon l'hebdomadaire juif Jüdische Österreichische Wochenzeitschrift, Stiassny aurait mis ses plans à disposition de la communauté de façon désintéressée.
La pose de la première pierre a eu lieu le 10 avril 1892 et malgré quelques petits retards, la synagogue est prête pour les fêtes de Tishri. Le coût final dépasse les 60 000 florins.
Plans d'architecte

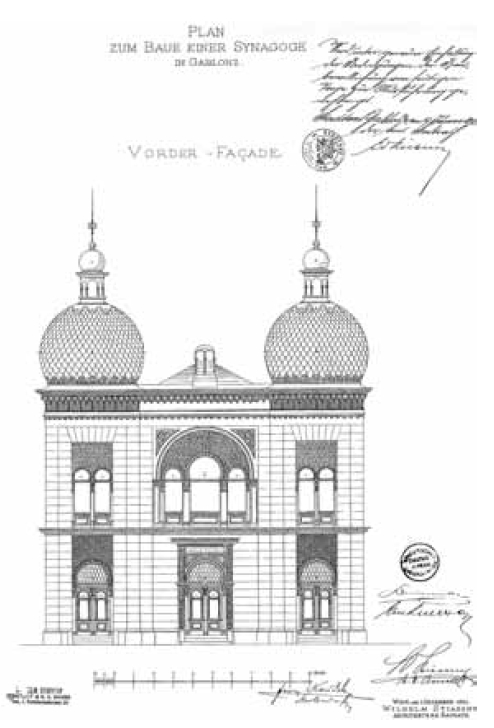
La façade principale de la synagogue.
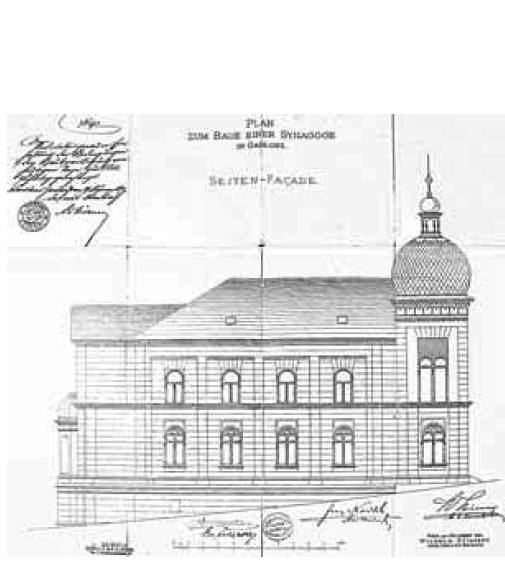
Face latérale de la synagogue.
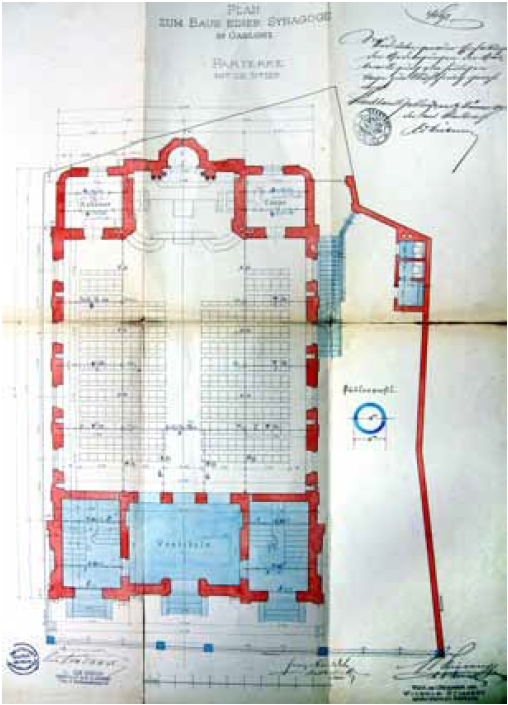
Coupe au niveau du rez-de-chaussée.
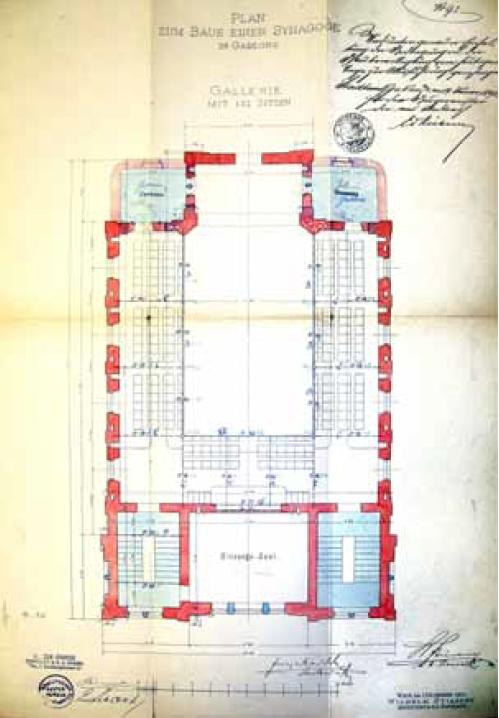
Coupe au niveau de la galerie des femmes.

### Son inauguration
L'inauguration le 28 septembre 1892, deux jours avant la fête de Kippour, est rapportée en détail par la presse locale et le presse juive. De nombreux représentants de haut rang de la ville et de la région sont présents ainsi que des délégués de nombreuses communautés juives, de Reichenberg, Turnau, Jungbunzlau et Prague. L'inauguration dure de quatre heures de l'après-midi jusqu'à six heures et demie. De nombreux discours sont prononcés. L'architecte Wilhelm Stiassny fait remarquer :
« Sur ce bâtiment, des artistes et des artisans ont travaillé ensemble en harmonie, indépendamment de leur nationalité et de leur religion, et c'est grâce à ce fait, que notre travail a été amené à une fin heureuse. »
Et le bourgmestre Adolf Posselt d'ajouter : 
« Que de cette construction sorte la paix, et que nous pourrons tous unis lutter contre des ennemis communs. »
La cérémonie religieuse s'achève avec l'allumage de la Ner tamid (lampe éternelle), et le dépôt des Sifrei Torah (rouleaux de Torah) dans l'Arche Sainte. Les performances vocales du chantre baryton de Reichenberg ont été particulièrement remarquées. Les festivités se  terminent dans la soirée par un banquet à l'hôtel Geling, où d'autres discours sont prononcés. Le Dr Adler fit entre autres l'éloge d'Ignaz Reiser, absent, et de l'entrepreneur Pancira.
La synagogue peut accueillir de façon confortable 286 fidèles, soit 160 hommes au rez-de-chaussée et 126 femmes dans la galerie.   

La synagogue dans son environnement avant 1905.

### Orientation et positionnement
Wilhelm Stiassny conçoit la synagogue sous la forme d'une basilique à trois nefs, qu'il combine avec des éléments mauresques, comme il l'a souvent fait, et qu'il considère comme une forme sacrée distinctive pour la communauté juive. Cette approche est parfois critiquée par certains de ses collègues qui pensent que ce type de construction étrangère risque de nourrir un antisémitisme alors en plein essor.   D'un point de vue technique, la synagogue est à la pointe de la modernité, toutes les pièces sont éclairées à l'électricité et des appareils de chauffage et de ventilation ont été installés.
L'emplacement et la forme du terrain, conduit à construire la synagogue selon une orientation nord-sud, inhabituelle pour une synagogue normalement orientée ouest-est  Cette orientation permet entre autres que l'entrée soit presque au niveau de la Goethegasse. La pente au sud, vers la vallée de la Neisse est compensée par un soubassement et la réalisation en sous-sol d'un appartement destiné au bedeau de la synagogue. La façade principale du bâtiment donne sur une petite bande de terre, délimitée par une clôture à claire-voie en fer, avec une porte latérale donnant sur la Wehrgasse et une grande porte dans l'axe de l'entrée principale. Sur le côté ouest, un terrain d'environ cinq mètres de large permet un accès privé à la nef droite ainsi qu'à l'appartement du rabbin et aux pièces annexes. À l'est, le bâtiment est directement aligné le long de la rue.
On reconnait de façon bien visible sur les plans d'architecte, les modifications effectuées par Stiassny. Initialement l'accès à un des escaliers pour accéder aux galeries devait se faire par la Goethegasse, et on note aussi un déplacement du puisard et des toilettes.

### Son environnement
La synagogue ressemble beaucoup mais en plus grand à la synagogue de Malacky (en allemand : Malatzka) dans l'actuelle Slovaquie, construite cinq ans plus tôt par le même Stiassny et qui a été miraculeusement préservée. La singularité du bâtiment par sa  forme et ses couleurs est souligné jusqu'à la fin du XIXe siècle et le début du XXe par le faible niveau de constructions alentour. À l'époque, seule la Wehrgasse possède des constructions principalement de trois étages sur son côté est, bien que la parcelle située directement en face du croisement soit restée libre pendant relativement longtemps. Cela permet d'obtenir une vue dégagée sur la synagogue à partir du haut de la Wehrgasse. À proximité se trouve la place Goethe (nommée, par la suite, place Dr Farskeho) où est située l'église évangélique à une nef construite en 1833. Coïncidence ou non, cette église est en cours de transformation en style néo-gothique, avec la construction d'une nouvelle tour de 60 mètres de haut, selon les plans de l'architecte Arwed Thamerus, également impliqué dans la construction de la synagogue.

### Aspect extérieur
La façade principale de la synagogue, orientée au nord, est richement ornée de décorations de style oriental, avec des bandes de couleurs rouge et beige. Le portail central est encadré par deux tours couronnées par un dôme surmonté d'un petit lanterneau. L'entrée principale est comme dans la plupart des synagogues réservée aux hommes, et est accentuée par un arc en fer-à-cheval luxueusement décoré sur lequel est, gravé dans la pierre, en hébreu, le verset 118;20 du livre des Psaumes: « Voici la porte de l’Éternel: C’est par elle qu’entrent les justes. »
Les tours d'angle en légère avancée d'environ 30 centimètres, un peu moins décorées, servent d'entrées latérales pour les femmes qui, par les escaliers, atteignent directement la galerie qui leur est réservée. Les trois entrées sont légèrement surélevées par rapport au sol et accessibles par des perrons à trois marches. Une frise divise horizontalement les deux niveaux de la façade.
Au premier étage des deux tours, on trouve des fenêtres gémellées à arc plein cintre. Au centre, au-dessus de la porte principale dans un léger renfoncement à arc plein cintre, une grande baie composée de trois fenêtres, et au-dessus au niveau de la corniche l'inscription en hébreu du Psaume 100;4: « Entrez dans ses portes avec des louanges, dans ses parvis avec des cantiques ! »
Une corniche ornée de losanges et de coquillages court tout autour du bâtiment. Les deux dômes imposants, recouverts de bardeaux en forme d'écailles, reposant sur les deux tours d'angle carrées, sont très nettement visibles de fort loin. Au-dessus des dômes, les petits lanterneaux octogonaux sont couronnés d'un petit dôme en bulbe, recouvert de plaques de cuivre. Le tout est surmonté d'une étoile de David en métal doré.    
Pour renforcer l'aspect esthétique de la façade, celle-ci est composée en alternance de bandes de briques cuites l'une de couleur crème et l'autre de ton rougeâtre, produisant un effet de zébrures.   

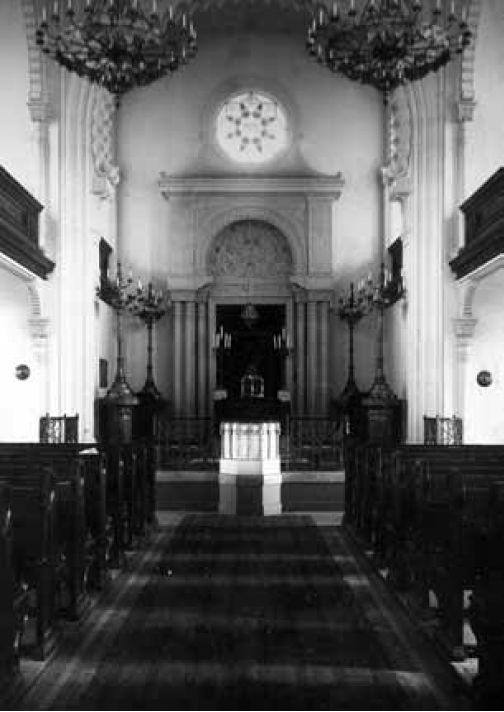
La seule photographie de l'intérieur de la synagogue connue à ce jour.

### L'intérieur de la synagogue et l'Arche Sainte
On ne possède malheureusement qu'une seule photographie de l'intérieur de la synagogue, mais celle-ci permet d'observer la magnificence de la salle de prière principale, sa hauteur, les galeries avec les balustrades en bois, l'Arche Sainte, la Bimah, la rosace et même d'avoir une vue sur les magnifiques chandeliers.
Comme on peut le voir sur la photo, tous les murs internes, les colonnes et l'Arche sainte sont tout en blanc, à l'exception de quelques détails probablement dorés. Cette peinture monochrome est en contradiction avec les documents d'architectes et le Dr Marketa Lhotova, historienne au Severočeské muzeum v Liberci (Musée de Bohème du nord de Liberec), émet l'idée que la photo a été prise avant la fin des travaux intérieurs de finition ou que les travaux de peinture n'ont pas été effectués pour des raisons budgétaires.
Contrastant avec les murs blancs, les bancs et la balustrade de la galerie sont en bois sombre. Des colonnes en fer soutiennent la galerie au-dessus des nefs collatérales, et ce prolongent jusqu'au plafond en faisant entre elles des arcs plein cintre.
La nef de la Bimah est séparée de l'arrière de la salle par une large baie avec un magnifique arc en fer à cheval finement sculpté, de cinq mètres de diamètre reposant sur d'élégantes consoles. La Bimah est placée sur une estrade d'environ 65 cm de haut et séparée par une grille ornée avec des colonnes torses. Un escalier de trois marches se trouve des deux côtés de la chaire octogonale. Au fond de l'estrade, on trouve quatre socles octogonaux en marbre servant de base à quatre grands chandeliers. Deux des chandeliers sont équipés de huit lampes électriques en forme de bougie chacun, tandis que les deux autres, donnés par David Löbl de Londres  à la mémoire des époux Moritz et Eleonore Schindler sont équipés chacun de douze lampes. Sur la Bimah, de chaque côté, sont posés les deux Menorot (chandeliers à sept branches) et au-dessus, pend la lampe éternelle. De part et d'autre, le siège du rabbin et celui du Hazzan (chantre). L'Arche Sainte est située au fond d'une abside dont la baie à arc en fer à cheval avec des décorations sculpturales minutieuses, repose de chaque côté sur trois colonnes, Au-dessus de l'abside est inscrit en lettre d'or, en hébreu, le verset 3;18 du livre des Proverbes: « Elle est un arbre de vie pour ceux qui la saisissent ». À l'intérieur de l'arc, se trouve sculptés des feuilles de vigne.  
Au-dessus de l'Arche Sainte, des pilastres soutiennent une corniche décorée. Et entre cette corniche et le toit en caissons, on trouve une petite rosace avec en son centre inscrit en hébreu le nom de Dieu.
La salle reçoit la lumière du jour par des fenêtres situées au rez-de-chaussée et au premier étage. Ornées de verre coloré avec réseau de plomb, elles portent toutes le nom de leur donateur. Quatre magnifiques lustres pendent du plafond à caissons, équipés chacun de 28 lampes électriques en forme de flamme.

### Modifications ultérieures
Au début du XXe siècle, un certain nombre de modifications mineures ont été effectuées au bâtiment et au terrain alentour. En avril 1902, un mur est érigé sur la partie sud du terrain pour le clôturer. Le 2 septembre, l'autorisation est donnée pour la transformation de la salle de réunion. Celle-ci, située au premier étage au-dessus du vestibule est divisée en deux par une cloison. Une des parties est ouverte alors sur la salle de prière avec pour seule séparation un garde-corps en fer forgé, augmentant ainsi l'espace réservé aux femmes.
En 1905, les sanitaires sont transférés dans une nouvelle construction bâtie au sud de la parcelle, contre le mur érigé en 1902.  L'architecte Emilian Herbig est responsable de cette transformation des sanitaires ainsi que de l'installation du nouvel abattoir cacher pour la volaille, y compris le puits à cendre pour recouvrir de cendre le sang des animaux.
On ignore si un orgue était installé ou était prévu. La présence d'un orgue n'est mentionnée que par un témoin oculaire de l'incendie de la synagogue.

### Destruction de la synagogue
Les accords de Munich donnent la région des Sudètes aux Allemands, qui l'annexent le 30 septembre 1938.  En Allemagne, une grande partie des synagogues et maisons de prière juives est détruite lors de la nuit de Cristal du 9 au 10 novembre 1938. La synagogue de Gablonz n'est pas épargnée. Le 10 novembre après-midi, à 17 h, la synagogue est en feu. Avec elle, disparaissent aussi les archives de la communauté juive. Le lendemain apparait dans la presse locale un bref rapport sur l'incendie. Le Gablonzer Zeitung écrit : « Dans l'après-midi du 10 novembre, vers les 17 h, la foule a pillé et mis le feu à la synagogue. »
Un témoin oculaire raconte :
« On a accroché une pancarte à un Juif et on l'a poussé vers les portes de la synagogue en feu. Soudain l'orgue a commencé à jouer. Les gens ont été surpris et tout est devenu sinistre. On ne sait ce qu'il est advenu du Juif. »

### L'histoire du rouleau de Torah
Au total, il y avait neuf rouleaux de Torah dans l'Arche Sainte en acajou sculpté de la synagogue de Jablonec/Gablonz. Ceux-ci furent cachés et mis deux par deux dans des boites en bois par le rabbin Dr Georg Vida. À l'arrivée des Allemands, les Juifs sont chassés de la ville, mais n'ont le droit d'emporter que ce qu'ils peuvent prendre à la main ou sur le dos. Georg Vida décide donc de ne prendre qu'un seul rouleau, celui qu'il préfère, afin de le mettre en sécurité. Ce rouleau avait été offert à la synagogue par une vieille femme pieuse  et était brodé d'or et d'argent Il lui enlève ses accessoires en argent et son magnifique manteau bleu royal et l'enveloppe dans du papier blanc tout simple. Caché dans une petite valise, il l'expédie en France à un entrepôt en indiquant Destination inconnue. Un an plus tard, en juin 1939, il arrive avec sa famille en France, récupère sa valise et émigre aux États-Unis où vivent plusieurs membres de la famille de sa femme.
Le rouleau se trouve actuellement à la synagogue Tikvat Israel à Rockville dans le Maryland.

### Le terrain après la destruction
Après la destruction de la synagogue, le terrain est exproprié et transféré en novembre 1939 au fond de construction de la filiale de Reichenberg de la Vermögensverwaltungsstelle (Administration des biens spoliés aux Juifs).  En septembre 1940, la ville de Gablonz revendique le terrain. Après l'élimination des ruines de la synagogue, le terrain est désigné sous la dénomination: prairie.
En 1947, le terrain est rendu par la République tchécoslovaque à la communauté juive. Par la suite, le terrain sera revendu à la ville qui y construira le Museum skla a Bizuterie v Jablonci nad Nisou (Musée du verre et de la joaillerie de Jablonec-nad-Nisou).

## Mémorial
Un mémorial est érigé en 1993 à l'emplacement de l'ancienne synagogue, dédié aux trois cents familles juives de la ville déportées et assassinées. Initié par Karl Kafka, de Grande-Bretagne, qui dut quitter Gablonz en 1938, La colonne torsadée représente symboliquement vue de dessus une étoile de David. Son auteur est le sculpteur de Jablonec, Oldrich Pliva. Il porte le texte suivant en tchèque :
«  Ici se trouvait une synagogue qui servait les 300 familles juives
 qui apportèrent une grande aide pour le développement industriel de Jablonec
 avant la Seconde Guerre mondiale.
En octobre 1938, les nazis ont occupé la ville, profané et détruit la synagogue.
La plupart de la population juive a été assassinée dans les camps nazis.
Que Dieu bénisse leur mémoire. »

#### Littérature
- (de)  Maciej Roman Lazewski, Virtuelle Rekonstruktion der Synagoge - Jablonec nad Nisou (Gablonz an der Neiße), thèse d'ingénieur de la Technische Universität Wien, Vienne, [PDF], 28 février 2014.
- (cs)  Marketa Lhotova, Kapitoly ze stavebniho vyvoje Jablonce nad Nisou: Synagoga a zidovsky hrbitov  (chapitres de la construction et du développement de Jablonec nad Nisou : synagogue et le cimetière juif), Informační centrum Městského úřadu v Jablonci nad Nisou (Centre d'information des autorités municipales de Jablonec nad Nisou), 2004.
- (de)  Satoko Tanaka, Wilhelm Stiassny (1842–1910) - Synagogenbau, Orientalismus und jüdische Identität, thèse de doctorat, Historisch-Kulturwissenschaftliche Fakultät der Universität Wien, 2009, p. 48.
- (de) Siegmund Urabin, Geschichte der Juden in Gablonz, Die Juden und Judengemeinden Böhmens in Vergangenheit und Gegenwart I, Hugo Gold, Judischer Buch-und Kunst Verlag, Brünn/Prague, 1934, pp. 145 à 148.
- The Encyclopedia of Jewish Life before and during the Holocaust, vol. 1, New York University Press, New York, 2001, 556.
- (de) Rudolf M.Wlaschek, Juden in Böhmen - Beiträge zur Geschichte des europäischen Judentums im 19. und 20.Jahrhundert, Veröffentlichungen des Collegium Carolinum, vol. 66, R. Oldenbourg, Munich, 1997.